# 외뿔소자리 V838
외뿔소자리 V838은 외뿔소자리에 있는 변광성으로 지구에서 약 2만 광년 떨어져 있다. 이 별은 2002년 초에 큰 폭발을 일으켰다. 처음에는 이 폭발을 전형적인 신성 폭발 현상으로 여겼으나, 이후 신성과는 다른 성질의 폭발임을 알게 되었다. 폭발의 정확한 원인은 아직까지 규명되지 않았으나 몇 가지 이론이 제기된 상태이다. 예로써 항성이 죽어가는 과정이거나, 동반성 혹은 행성들을 빨아들여 생긴 현상이라는 것 등이 있다.

## 폭발
2002년 1월 10일 외뿔소자리에서 예전에 안 보이던 별이 밝아지는 것이 관측되었다. 새로운 변광성이었기 때문에 이 별에는 '외뿔소자리 내에서 838번째 변광성'이라는 의미로 외뿔소자리 V838이라는 이름이 붙었다.
보통 별과 백색 왜성으로 이루어진 쌍성계에서, 보통 별 표면에서 흘러나온 수소가 백색 왜성의 표면에 충분한 양이 쌓이면 폭발이 일어나는데 이 현상을 신성이라고 한다. 838의 광도 곡선은 처음 관측 때는 보통의 신성과 비슷했기 때문에 '외뿔소자리 신성 2002'라는 명칭을 얻었다. 이 별은 2002년 2월 6일 겉보기 등급 +6.75로 가장 밝아진 뒤 예상했던 대로 빠르게 어두워졌다. 그러나 같은 해 3월 초 838은 다시 밝아졌으며, 이때 적외선 영역에서 크게 광도가 상승하였다.
이후 신성 현상을 보이기 전의 밝기 15.6등급으로 다시 어두워진 후 4월 초 이 별은 다시 적외선 영역에서 크게 밝아졌다. 이 과정에서 838이 보여 준 광도곡선의 양상은 이전 사례들과는 다른 것이었다.
이 별은 폭발할 때 밝기가 태양의 백만 배 정도였으며, 이는 우리 은하에 있는 가장 밝은 별들 순위에 낄 수준이었다. 밝기의 증가는 별 외곽부가 급격하게 팽창했기 때문이다. 팔로마시험대 간섭계로 측정한 반지름은 태양의 약 1,570배였다. 만약 태양계에 태양 대신에 이 별을 갖다 놓으면 목성 궤도까지 이르는 크기로, 이는 이전에 간접적 방법으로 계산한 수치와 들어맞았다. 838이 부풀어 오르는 데 걸린 시간은 고작 몇 달 정도로 매우 빠른 속도를 보여주었다. 열역학 법칙에 따르면 기체의 표면 온도는 부풀어 오르면 식는다. 따라서 838은 부풀어 오르면서 표면 온도가 크게 낮아지면서 붉은 색을 보여주게 된다. 일부 천문학자들은 838의 스펙트럼이 분광형 L 갈색왜성과 비슷하다고 주장하고 있다. 이 주장이 사실이라면 838은 첫 번째 분광형 L 초거성의 사례가 될 것이다.

### 비슷한 사례
외뿔소자리 V838이 보여 준 폭발과 비슷한 사례는 몇 개 없다. 1988년 안드로메다 은하 내 적색 거성이 폭발하는 것이 관측되었다. 이 별은 M31-RV로 명명되었으며 가장 밝았을 때 절대복사등급이 -9.95로 태양 밝기의 약 750만 배 정도였다. 이후 1994년 우리 은하 내 궁수자리 V4332가 비슷한 폭발을 일으켰다.

## 폭발 이전의 별의 상태
외뿔소자리 V838이 폭발을 일으키면서 몇 가지 이 별에 대한 구체적인 정보가 밝혀졌다. 폭발로 생겨난 '빛의 메아리'(light echo) 현상을 연구한 결과, 이 별과 지구 사이 거리는 1,900에서 2,900광년으로 나왔다. 폭발하기 전의 사진으로 측정한 겉보기 등급을 적용하면 838의 본체는 어두운 F형 주계열성으로, 우리 태양과 비슷한 존재였다.
이후 더 정확한 측정 결과, 실제 거리는 훨씬 멀어서 약 20,000광년이었다. 따라서 이 별은 태양보다 훨씬 무겁고 (질량:5~10배), 밝은(태양의 550~5,000배) 존재였다. 여기서 나온 반지름은 태양의 약 5배이며, 표면 온도는 4,700~30,000K였다. 단 이 값들은 매우 불확실하다. 2005년 천문학자 무나리가 이끄는 연구진은 838의 질량이 태양의 65배이며 따라서 극대거성이라고 주장했다. 무나리는 이 항성의 나이를 약 4백만 년 정도로 추산했다.
다시금 838의 스펙트럼을 통하여 이 별이 홀로 있는 것이 아니라 동료가 있음을 알게 되었다. 동반성은 B 분광형의 주계열성으로, 질량이 838과 큰 차이가 없으며 심지어 838보다 약간 질량이 클 가능성도 있음이 밝혀졌다. 반성은 838과는 달리 주계열 단계에 막 들어선 상태로 보인다.
무나리 연구진이 동반성의 광도를 측정하여 시차를 계산한 결과, 이 항성계와 지구의 거리는 이전에 나온 값보다 훨씬 더 먼 36,000광년이었다.

## 빛의 메아리

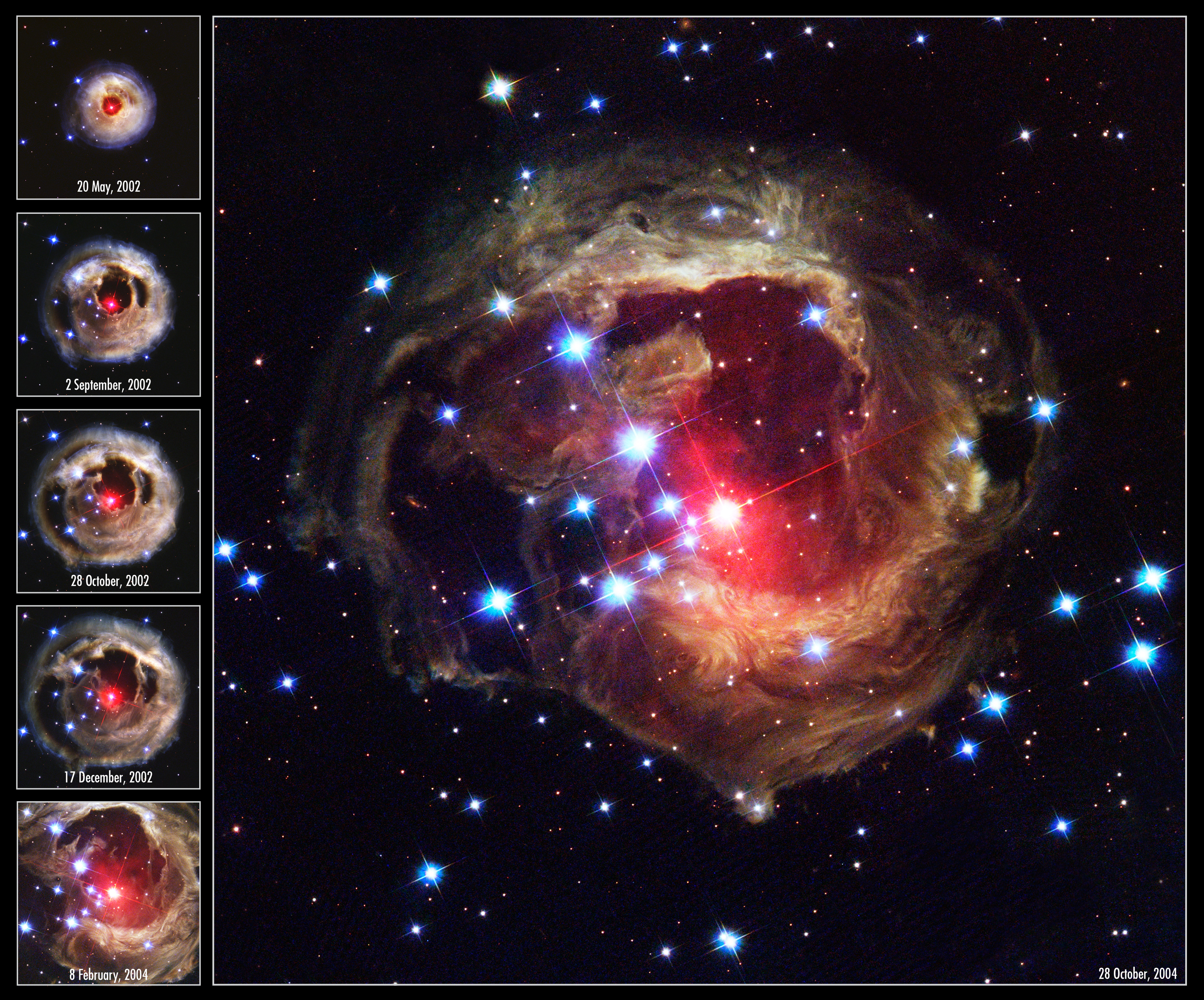
허블 우주 망원경이 시간차를 두고 찍은 외뿔소자리 V838의 사진들. 빛의 메아리가 점차 확산되고 있다.

신성이나 초신성처럼 빠르게 밝아지는 천체 주변에서는 '빛의 메아리' 현상이 나타난다. 천체에서 곧장 나온 빛은 가장 빨리 우리 눈에 도착한다. 그런데 만약 지구와 천체 사이에 성간 구름 등의 방해물이 존재할 경우 빛 중 일부가 이 구름 등에 반사된다. 반사됨으로 인하여 빛이 지구까지 오는 경로가 길어지기 때문에 구름에 반사된 빛은 뒤늦게 지구에 도착하며, 이 때문에 폭발한 천체 주위에 둥근 가스구름이 퍼지는 모양을 보여주게 된다. 그런데 838의 가스구름은 빛의 속도보다 빠르게 퍼지고 있는 것으로 밝혀졌다.
838이 만든 빛의 메아리는 전례가 없는 현상이었으며, 허블 우주 망원경은 이 빛이 퍼지는 모습을 기록으로 충실히 남겼다. 이 메아리가 중심부 항성과 직접 관련이 있는지는 분명하지 않다. 만약 관련이 있다면 이는 별이 파국을 맞는다는 가정 하에 세워진 여러 이론들과는 달리, 더 이른 시기에 일어난 폭발로 생긴 결과일 것이다. 838 항성계의 나이가 생각했던 것보다 젊고, 838이 자신이 태어난 성운 내에 아직 자리잡고 있는 것임이 확실하기 때문에, 항성 진화의 끝에서 보여주는 현상은 아닐 것으로 보고 있다.
흥미로운 사실은 이 별이 폭발했을 당시의 빛의 파장은 짧았으며(파랑 색으로 치우침) 그로 말미암아 허블 망원경이 찍은 사진에서 메아리 가장 바깥 테두리 부분은 푸른 빛을 띠고 있다.

## 이론들
지금까지 외뿔소자리 V838 폭발을 설명하는 여러 이론이 나왔다.

### 특이한 신성 폭발
V838의 폭발은 매우 특이한 신성 폭발이라는 주장이다. 그러나 신성 폭발이 일어나기 위해서는 백색 왜성이 있어야 하고 항성계의 나이도 많아야 하는데, 젊고 질량이 큰 B 분광형 주계열성이 있는 등 838 항성계가 오래 되지 않았음을 입증하는 자료들이 있기 때문에, 이 이론은 설득력을 잃었다. 신성 폭발을 위해서는 백색 왜성 표면에 동반성에서 흘러나온 수소가 일정량 쌓여야 하며, 여기에는 충분한 시간이 필요하다.

### 죽어가는 별의 맥동 현상
V838은 후점근거성가지 단계의 항성으로 죽음 직전에 있으며, 빛의 메아리로 불리는 성운은 이 별이 맥동 현상을 보이면서 외부로 방출한 물질로, 과거에도 비슷한 폭발이 있었고 그 결과가 '빛의 메아리'라는 이론이다. 838이 밝아진 원인은 헬륨 섬광 현상 때문으로, 질량이 작은 별이 죽어가면서 핵에서 갑작스럽게 탄소 융합 작용을 일으킨 결과라는 것이다. 이 헬륨 섬광은 항성을 불안정하게 만들지만 파괴하지는 않는다. 이런 사건은 '사쿠라이의 천체'에서도 발생한 적이 있다. 그러나 여러 관측 자료를 통한 결과 메아리를 이루는 먼지는 항성 주위에 있는 것이 아니라 성간 물질임이 밝혀졌다. 외곽 대기를 날려 보낸 죽음 직전의 별은 표면온도가 매우 뜨겁지만, 관측된 증거로 볼 때 838은 젊은 별일 가능성이 높다.

### 무거운 초거성 내부의 열핵 반응
일부 증거에 따르면 838은 질량이 매우 큰 초거성으로, 폭발 현상은 탄소 섬광이라는 것이다. 탄소 섬광은 항성 내 헬륨층에서 갑자기 연소반응이 일어나서 탄소 융합반응을 보이기 시작하는 현상이다. 질량이 매우 큰 초거성들은 이런 과정을 여러 번 거치면서 주계열성 시절 갖고 있던 질량의 절반 정도를 잃게 되고, 종국적으로 울프-레이에별로 진화하게 된다. 항성 주위 뚜렷한 먼지층은 이러한 이론과 들어맞는다. 838은 우리 은하 원반과 은하 중심부에서 먼 곳에 있다. 은하 원반과 중심부에서 떨어진 주변 지대일수록 항성이 잘 태어나지 않는다는 사실을 고려하면, 838처럼 질량이 큰 별이 은하 외곽에서 생겨날 수 있는지는 불투명하다. 그러나 아주 젊은 성단 루프레흐트 44(22,800광년 거리)나 400만 년 된 NGC 1893(19,500광년)과 같은 예외도 존재한다.

### 항성끼리의 융합
838의 폭발은 소위 '흡수폭발'로, 각각 태양질량 8배와 0.3배에 해당하는 주계열 및 전주계열성이 서로 합쳐져서 발생한 현상이라는 것이다. 쌍성계는 단독성에 비해 상대적으로 불안정하다는 것과, 838 항성계의 나이가 젊다는 사실로 미루어 볼 때 이 가설은 신빙성이 있다. 컴퓨터 시뮬레이션으로도 흡수 가설은 가능성이 있음이 밝혀졌다. 시뮬레이션은 두 구성원 중 질량이 작은 쪽의 외곽 대기가 부풀어 올라서 폭발현상을 일으켰다는 결과를 냈다. 또한 이 이론에 따르면 광도곡선 상에서 급격히 밝아지는 부분은 이 흡수폭발로 인한 결과물로 설명할 수 있다.

### 행성 흡수
838 폭발현상을 설명하는 가장 특이한 이론으로, 838이 주변을 돌던 가스행성을 흡수하여 폭발을 일으켰다는 것이 있다. 만약 838의 행성이 어머니 항성의 외곽 대기와 마찰을 일으킬 경우, 공전 속도에 제동이 걸리면서 행성은 나선을 그리면서 항성 내부로 빨려 들어가게 된다. 행성이 항성 대기로 깊이 들어가면서 마찰이 점차 커지고 운동 에너지가 항성으로 빠르게 전달된다. 이로 인해 항성의 외곽 대기층은 중수소 융합을 할 수준까지 가열되면서 급격하게 팽창하게 된다. 또한 이 이론은 838의 밝기가 두 번째로 밝아진 원인이, 행성 두 개가 외곽 대기에 추가로 빨려 들어갔기 때문으로 본다. 행성흡수를 주장하는 천문학자들은 우리 은하에서 태양과 비슷한 별의 경우 연간 0.4건, 838과 같이 무거운 별의 경우 연간 0.5~2.5건의 행성 흡수 사건이 발생한다고 주장하고 있다.

## 같이 보기
- 항성 진화